# تپه تیموران (تیمارون)
تپه تیموران (تیمارون) مربوط به هزاره ۴ و ۳ قبل از میلاد است و در شهرستان ارسنجان، روستای کوشک واقع شده و این اثر در تاریخ ۲۸ تیر ۱۳۵۵ با شمارهٔ ثبت ۱۲۵۷ به‌عنوان یکی از آثار ملی ایران به ثبت رسیده است.